# ダニー・ボッファン
ダニー・ボッファン（Danny Boffin, 1965年7月10日 - ）は、ベルギー・シント＝トロイデン出身の元サッカー選手。現役時代のポジションはミッドフィールダー。

## 経歴
ベルギー代表として3度のワールドカップに参加した。1994年アメリカ大会では3試合、1998年フランス大会では2試合、2002年日韓大会では出場機会が無かった。
シント＝トロイデンのユース出身、1987年にトップチーム昇格。リエージュ、アンデルレヒトでのプレーを経て、1997年から2001年にかけてはフランスリーグ・アンのメスでプレーし、135試合で12得点を記録した。
引退後はシント＝トロイデンのトップチームやユースチームのコーチを務め、アンデルレヒトのスカウトのスカウトなども務めていた。

## 代表歴

### 出場大会
- ベルギー代表
  - 1994 FIFAワールドカップ
  - 1998 FIFAワールドカップ
  - 2002 FIFAワールドカップ

### 試合数
- 国際Aマッチ 53試合 1得点（1989年-2002年）[4]

| ベルギー代表 | 国際Aマッチ | 国際Aマッチ |
| 年           | 出場        | 得点        |
| ------------ | ----------- | ----------- |
| 1989         | 2           | 0           |
| 1990         | 1           | 0           |
| 1991         | 2           | 0           |
| 1992         | 5           | 0           |
| 1993         | 6           | 0           |
| 1994         | 9           | 0           |
| 1995         | 2           | 0           |
| 1996         | 1           | 0           |
| 1997         | 3           | 0           |
| 1998         | 9           | 1           |
| 1999         | 1           | 0           |
| 2000         | 2           | 0           |
| 2001         | 5           | 0           |
| 2002         | 5           | 0           |
| 通算         | 53          | 1           |